# Casals Catalans

Logotipo de las Comunidades Catalanas del Exterior

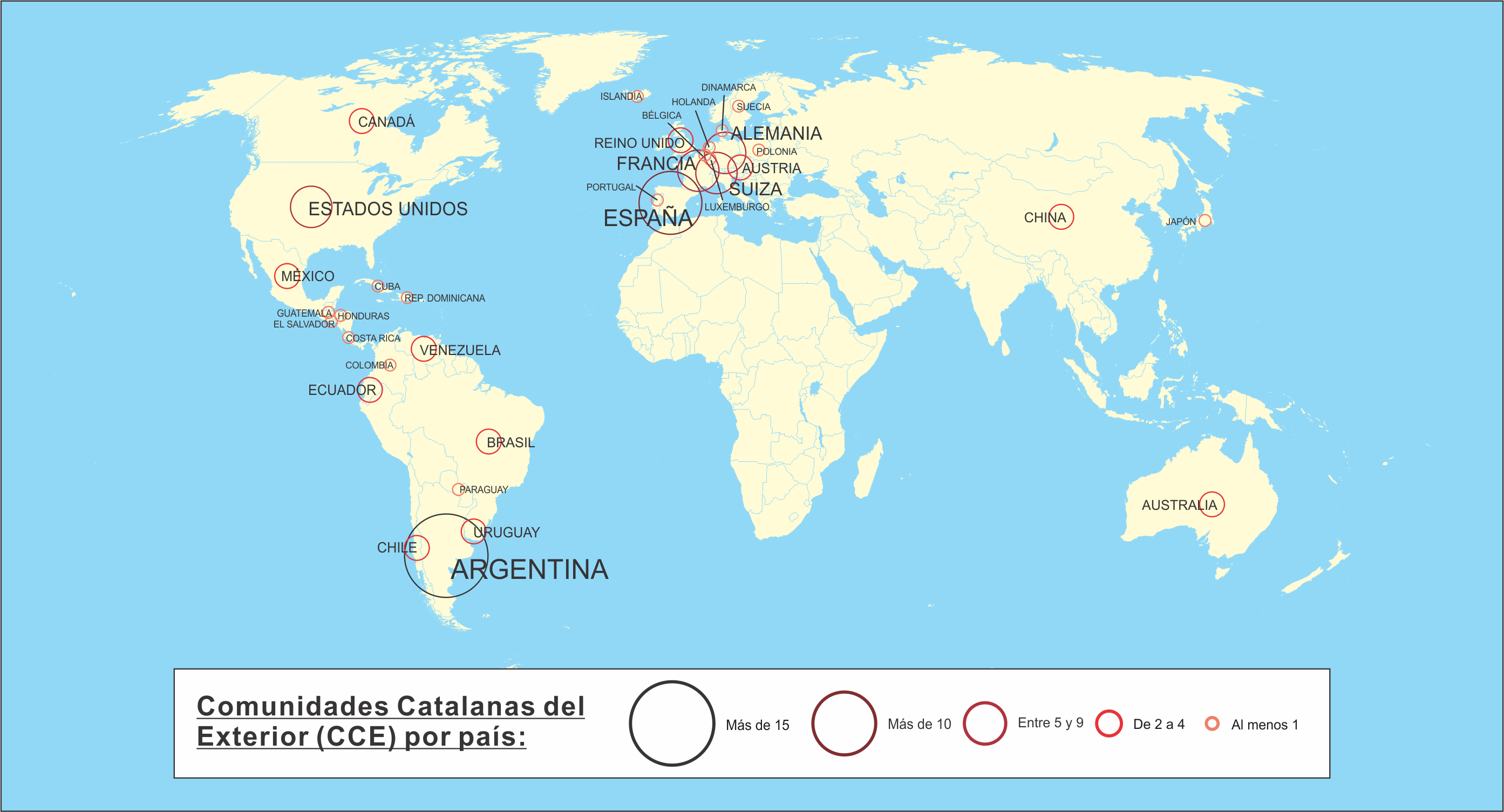
Mapa del mundo con todas las Comunidades Catalanas del Exterior, teniendo en cuenta la proporción por país.

Los Casals catalans o Comunidades catalanas del exterior son asociaciones de catalanes que residen fuera de Cataluña. Durante años, han tenido un papel clave en la difusión de la cultura catalana y en especial, de la lengua catalana. En la actualidad, se cuentan más de un centenar de casals establecidos en unos cuarenta países. La Generalidad de Cataluña les da cobertura y apoyo desde la Secretaría de Asuntos exteriores. La Generalidad reconoce cada entidad a través de un acuerdo del Gobierno, previa solicitud de la entidad y de acuerdo con la Ley 18/1996, del 27 de diciembre, de relaciones con las comunidades catalanas del exterior.
El primer casal catalán fue fundado en 1840 en La Habana (Cuba), con el nombre de «Sociedad de Beneficencia de Naturales de Cataluña». El Círculo Catalán de Marsella es el casal catalán más antiguo de Europa y fue fundado en 1918 por voluntarios catalanes que habían luchado en la Primera Guerra Mundial.
También existen cases balears y centres valencians, que están regulados y reciben el apoyo de sus respectivos gobiernos. El precedente más antiguo de los casales que funcionan dentro del estado español es la Casa de Valencia, en Madrid. Se originó en el siglo XVIII, cuando se fundó la Cofradía de la Virgen María de los Desamparados, sección del Hospital de la Corona de Aragón de la que formaban parte aragoneses, valencianos y catalanes. El 1918, los numerosos valencianos que vivían en Madrid, muchos de ellos naranjeros, horchateros y sederos, fundaron la Casa de Valencia.

## Lista

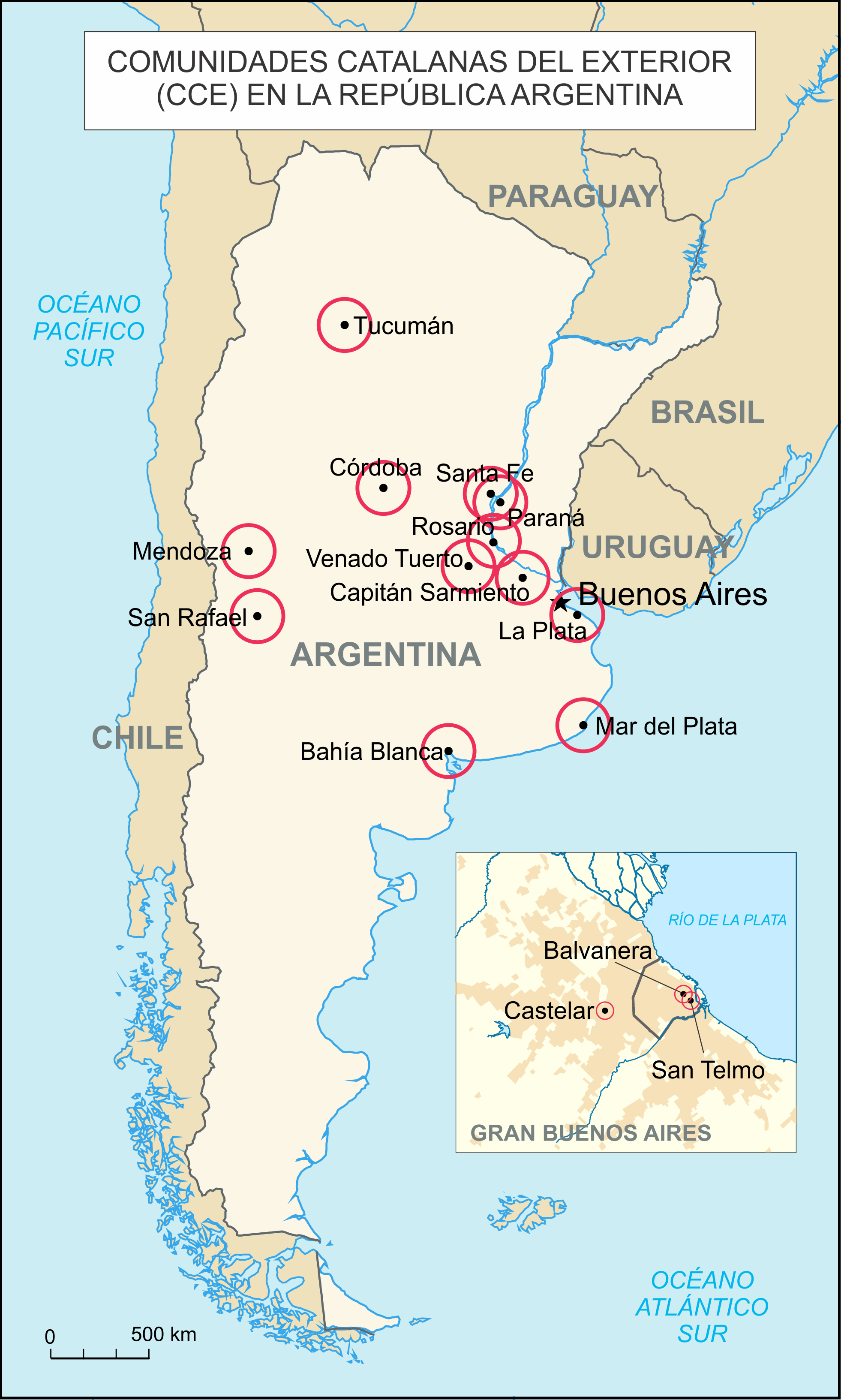
Mapa de Argentina con todas las Comunidades Catalanas del Exterior. Argentina es el estado con un mayor número de entidades.

| Nombre                                                             | Ciudad                     | Estado                          | Observaciones |
| ------------------------------------------------------------------ | -------------------------- | ------------------------------- | --- |
| Casal Català de Tokyo                                              | Tokio                      | Japón                           | |
| Centre Català de Kansai                                            | Kansai                     | Japón                           | |
| Casal Català de Beijing                                            | Pekín                      | China                           | Asociación Catalana de China |
| Casal Català de Shanghai                                           | Shanghái                   | China                           | Asociación Catalana de China. Fundada en el año de 2005 |
| Casal Català de Berlín                                             | Berlín                     | Alemania                        | Fundada en el 2002 |
| Casal Català de Hannover                                           | Hannover                   | Alemania                        | |
| Associació Germano-Catalana                                        |                            | Alemania                        | Entidad de carácter académico. |
| Centre Cultural Català de Colònia                                  | Colònia                    | Alemania                        | Fundada en 1997 |
| Associació Catalana d'Essen                                        | Essen                      | Alemania                        | |
| El Pont Blau e.V.                                                  | Hamburg                    | Alemania                        | Asociación catalana de Hamburgo |
| Associació Catalana de Frankfurt                                   | Frankfurt                  | Alemania                        | Catalanes de Frankfurt |
| Casal Català de Munich                                             | Múnich                     | Alemania                        | |
| Casal Català de Salzburgo                                          | Salzburgo                  | Austria                         | |
| Casal Català de Viena                                              | Viena                      | Austria                         | [https://web.archive.org/web/20080420110629/http://casal-catala.at/ (enlace roto disponible en Internet Archive; véase el historial, la primera versión y la última).]                                                          |
| Casal Català de Bruselas                                           | Bruselas                   | Bélgica                         | |
| Casal de cultura catalana de Copenhague                            | Copenhague                 | Dinamarca                       | Fue inaugurada por el entonces presidente de la Generalidad de Cataluña, Jordi Pujol el 22 de abril de 1996. |
| Centre Català de Córdoba                                           | Córdoba                    | España                          | |
| Cercle Català de Madrid                                            | Madrid                     | España                          | |
| Casal de Catalunya de Sevilla                                      | Sevilla                    | España                          | |
| Casa Catalana de Zaragoza                                          | Zaragoza                   | España                          | |
| Casa Catalana de Las Palmas                                        | Las Palmas de Gran Canaria | España                          | |
| Casal Català de Tenerife                                           |                            | España                          | |
| Cercle Català de Araba                                             | Vitoria                    | España                          | |
| Associació Espai Catalunya Topalekua                               | San Sebastián              | España                          | [https://web.archive.org/web/20160423110944/http://espaicatalunya.org/ (enlace roto disponible en Internet Archive; véase el historial, la primera versión y la última).]                                                       |
| Casal Bilbao                                                       | Bilbao                     | España                          | Archivado el 25 de mayo de 2020 en Wayback Machine. |
| Casa Catalana de Mallorca                                          | Palma                      | España                          | |
| Casal Català de Menorca                                            | Mahón                      | España                          | |
| Centre de la Cultura Catalana                                      | Andorra la Vieja           | Andorra                         | |
| Casal de Catalunya de París                                        | París                      | Francia                         | |
| Casal Català de Nantes Tirant Lo Blanc                             | Nantes                     | Francia                         | |
| Amicale dels Catalans d'Alsàcia                                    |                            | Francia                         | |
| Casal Català de Grenoble                                           | Grenoble                   | Francia                         | |
| Cercle Català de Marsella                                          | Marsella                   | Francia                         | |
| Casal Català de Tolosa de Llenguadoc                               | Tolosa                     | Francia                         | |
| Cadres Catalans de Tolosa de Llenguadoc                            | Tolosa                     | Francia                         | |
| Aire Nou                                                           | Bao                        | Francia                         | |
| El Casal de Perpiñán                                               | Perpiñán                   | Francia                         | |
| Casal Català de Irlanda                                            | Dublín                     | Irlanda                         | |
| Catalans de Dublín                                                 | Dublín                     | Irlanda                         | |
| Societat de Beneficència dels Catalans de Dublín                   | Dublín                     | Irlanda                         | |
| Casal Català de Islandia                                           | Reykjavík                  | Islandia                        | |
| Associació Catalans de Roma                                        | Roma                       | Italia                          | |
| Casal Català de Italia                                             | Venecia                    | Italia                          | Fundado en 2014 |
| Centre Català de Luxemburgo                                        | Luxemburgo                 | Luxemburgo                      | Fundado en 1987 |
| Casal Català dels Països Baixos                                    |                            | Países Bajos                    | |
| Catalunya Presenta                                                 | Lisboa                     | Portugal                        | |
| Casal Català de Londres Catalans UK                                | Londres                    | Reino Unido                     | |
| Centre Català de Escocia                                           | Edimburgo                  | Reino Unido                     | |
| Les Quatre Barres                                                  | Estocolmo                  | Suecia                          | |
| Casa Nostra de Baden-Wettingen                                     | Wettingen                  | Suiza                           | |
| Casa Nostra de Basilea                                             | Basilea                    | Suiza                           | [https://web.archive.org/web/20111212033111/http://www.casanostrabasilea.ch/ (enlace roto disponible en Internet Archive; véase el historial, la primera versión y la última).]                                                 |
| Amics Catalans de Berna                                            | Berna                      | Suiza                           | |
| Casa Nostra de Winterthur i Schaffhausen                           |                            | Suiza                           | |
| Casal Català de Zúrich                                             | Zúrich                     | Suiza                           | Casa nuestra de Zúrich |
| Casa Nostra de Suïssa                                              |                            | Suiza                           | |
| Centre Català de Lausana                                           | Lausana                    | Suiza                           | |
| Casal Català de Bahía Blanca                                       | Bahía Blanca               | Argentina                       | |
| Casal Català de Córdoba                                            | Córdoba                    | Argentina                       | |
| Casal Català de Mar del Plata                                      | Mar del Plata              | Argentina                       | |
| Casal de Catalunya en Buenos Aires                                 | Buenos Aires               | Argentina                       | |
| Casal dels Països Catalans de La Plata                             | La Plata                   | Argentina                       | |
| Associació Catalana de Socors Mutus "Montepio de Montserrat"       | Buenos Aires               | Argentina                       | Fundada en 1857 |
| Centre Català de Mendoza                                           | Mendoza                    | Argentina                       | |
| Agrupació Cultural Catalana de Mendoza                             | Mendoza                    | Argentina                       | |
| Les Quatre Barres                                                  | Castelar                   | Argentina                       | |
| Mutual Catalana Germanor                                           |                            | Argentina                       | |
| Casal de Catalunya de Paraná                                       | Paraná                     | Argentina                       | |
| Agrupació Catalana Pergamino                                       |                            | Argentina                       | |
| Centre Català de Rosario                                           | Rosario                    | Argentina                       | |
| Casal de Catalunya de Santa Fe                                     | Santa Fe                   | Argentina                       | |
| Centre Català de Venado Tuerto                                     | Venado Tuerto              | Argentina                       | |
| Associação Cultural Catalonia                                      | São Paulo                  | Brasil                          | |
| Instituto Brasileiro de Filosofia e Ciência Raimundo Lúlio         | São Paulo                  | Brasil                          | Entidad de carácter académico |
| Club Brasilero-Català de Negocis                                   | São Paulo                  | Brasil                          | Entidad de carácter empresarial |
| Casal dels Països Catalans de Toronto                              | Toronto                    | Canadà                          | Archivado el 3 de junio de 2009 en Wayback Machine. |
| Casal Català de Vancouver                                          | Vancouver                  | Canadà                          | |
| Casal Català de Quebec                                             | Montreal                   | Canadà                          | |
| Casal Català de Antioquia                                          | Antioquia                  | Colombia                        | |
| Comunitat Catalana de Colombia                                     |                            | Colombia                        | |
| Casal Català de Costa Rica                                         | San José                   | Costa Rica                      | |
| Societat de Beneficència de Naturals i Descendents de Catalunya    | La Habana                  | Cuba                            | Fundada en 1840 |
| Casal Català de El Salvador                                        | San Salvador               | El Salvador                     | |
| Casal Català de Cuenca                                             | Cuenca                     | Ecuador                         | |
| Casal Català de Guayaquil                                          | Guayaquil                  | Ecuador                         | |
| Casal Català de Quito                                              | Quito                      | Ecuador                         | Archivado el 28 de noviembre de 2021 en Wayback Machine. |
| Associació Catalana-Equatoriana de Negocis                         |                            | Ecuador                         | Entidad de carácter empresarial. |
| American Institute for Catalan Studies                             | Houston                    | Estados Unidos                  | |
| Associació de Catalans de la Universidad de California             |                            | Estados Unidos                  | |
| Casal Català del Nord de California                                | Oakland                    | Estados Unidos                  | |
| Casal dels Catalans de California                                  |                            | Estados Unidos                  | |
| Casal dels Països Catalans a California                            |                            | Estados Unidos                  | |
| Casal dels Països Catalans de Cleveland                            |                            | Estados Unidos                  | |
| Casal Català de Minnesota                                          | Minnesota                  | Estados Unidos                  | |
| Catalan Institute de América                                       | Nueva York                 | Estados Unidos                  | |
| Friends of Catalonia Miami                                         | Miami                      | Estados Unidos                  | |
| Fundació Paulí Bellet                                              | Kensington                 | Estados Unidos                  | |
| North American Catalan Society                                     |                            | Estados Unidos                  | Entidad de carácter académico. |
| Casal Català de Seattle                                            | Seattle                    | Estados Unidos                  | [https://web.archive.org/web/20140407094536/http://www.casalcatalaseattle.org/ca/ (enlace roto disponible en Internet Archive; véase el historial, la primera versión y la última).]                                            |
| Casal Català a Puerto Rico                                         |                            | Puerto Rico                     | |
| Casal Català de Guatemala                                          |                            | Guatemala                       | |
| Associació Catalana de Honduras                                    |                            | Honduras                        | |
| Centre Català de Guadalajara                                       |                            | México                          | |
| Orfeó Català de México                                             | Ciudad de México           | México                          | |
| Casal Català de Puebla                                             | Puebla                     | México                          | |
| Casal Virolai de Querétaro                                         | Querétaro                  | México                          | |
| Casal Català de la Península de Yucatán                            |                            | México                          | |
| Club d'Empresaris Catalans deMéxico                                |                            | México                          | Entidad de carácter empresarial |
| Centre Català d'Asunción                                           | Asunción                   | Paraguay                        | |
| Casal Catalunya                                                    |                            | Perú                            | |
| Casal Català de Santo Domingo                                      | Santo Domingo              | República Dominicana            | |
| Casal Català de Montevideo                                         | Montevideo                 | Uruguay                         | |
| Associació d'Empresaris d'Ascendència Catalana a l'Uruguai         | Uruguay                    | Entidad de carácter empresarial | |
| Centre Català de Caracas                                           | Caracas                    | Venezuela                       | |
| Associació "Nova Catalunya" de Joan Orpí                           |                            | Venezuela                       | |
| Associació Veneçolana d'Empresaris d'Ascendència Catalana          | Caracas                    | Venezuela                       | Entidad de carácter empresarial |
| Centre Català de Santiago de Xile                                  | Santiago de Chile          | Chile                           | |
| Centre Català de Viña del Mar                                      | Viña del Mar               | Chile                           | |
| Agrupació d'Empresaris d'Ascendència Catalana                      | Santiago de Chile          | Chile                           | Entidad de carácter empresarial |
| Federació d'Entitats Empresarials d'Ascendència Catalana d'Amèrica |                            | Chile                           | Entidad de carácter empresarial |
| Radiodifusió Catalana                                              | Melbourne                  | Australia                       | De 1989 al 2002 emitió un programa de radio en el estado australiano de Victoria, dedicado a la música y cultura de Cataluña, Valencia y las Islas Baleares. Publicó la edición local Austràlia del diario electrónico Vilaweb. |
| Casal Català de Victoria                                           | Victoria                   | Australia                       | |
| Casal Català de Nueva Gales del Sur                                |                            | Australia                       | |
| Casal Català de Sydney                                             | Sidney                     | Australia                       | Fue fundado oficialmente en y tuvo un fuerte empuje gracias al activismo de Pere Agustí i Mollère. Actualmente está en fase de refundación.                                                                                     |